# Mellibée et Dame Prudence

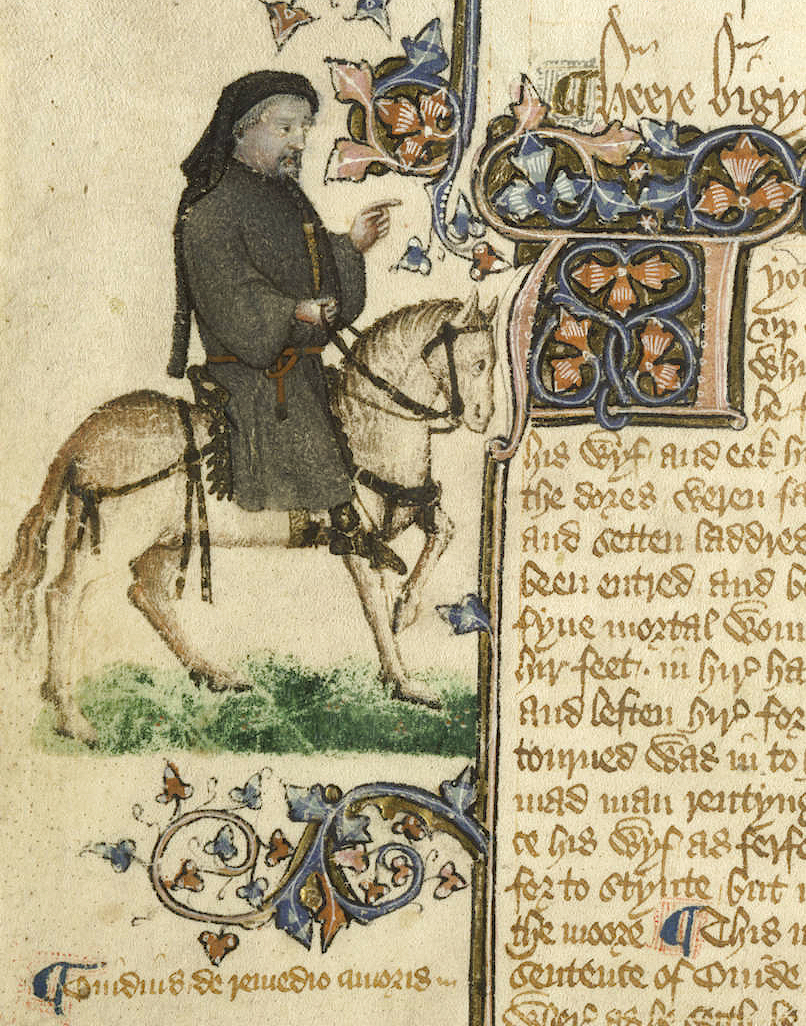
Enluminure de Geoffrey Chaucer dans le manuscrit Ellesmere.

Mellibée et Dame Prudence (Chaucers Tale of Melibee en moyen anglais) est l'un des Contes de Canterbury de Geoffrey Chaucer. Après Sire Topaze, c'est le second des deux contes que Chaucer s'attribue en tant que participant au pèlerinage vers Canterbury qui fait l'objet du récit-cadre des Contes.

## Résumé
La première histoire racontée par le pèlerin Chaucer, celle de sire Topaze, a fortement déplu à l'Aubergiste, l'un de ses compagnons de route, qui exige qu'il raconte autre chose.
Mellibée est un homme riche et puissant. Il a une femme, Prudence, et une fille, Sophie. Un jour, alors qu'il est absent, trois de ses ennemis pénètrent dans sa demeure et agressent sa femme et sa fille, laissant cette dernière pour morte. À son retour, Melibée, fou de chagrin, souhaite se venger, mais Prudence lui conseille de n'en rien faire. Un long débat s'ensuit entre eux, aux termes duquel Melibée se range aux arguments de son épouse et pardonne à ses ennemis.

## Sources et rédaction
Mellibée et Dame Prudence est une traduction du Livre de Mellibée, du frère dominicain de Poligny Renaud de Louhans (1337), qui est lui-même une traduction du Liber consolationis et consillii d'Albertano da Brescia (1246).